# Mallatsaari (ö i Södra Savolax)
Mallatsaari är en ö i Finland. Den ligger i sjön Suojärvi och i kommunen Sankt Michel i den ekonomiska regionen  S:t Michel och landskapet Södra Savolax, i den södra delen av landet, 190 km nordost om huvudstaden Helsingfors. Öns area är 3,6 hektar och dess största längd är 460 meter i nord-sydlig riktning.